# Ca la Guidó (barri)
Ca la Guidó és un barri que ha agafat aquest nom d'una masia situada al mateix lloc. municipi de Blanes, a la comarca catalana de la Selva.